# Premio Pulitzer 1940
Quella del 1940 fu la ventiquattresima assegnazione dei Premi Pulitzer e vide il conferimento di dieci premi in altrettante categorie, cinque relative al mondo del giornalismo e cinque relative al mondo della letteratura e della drammaturgia, a cui furono aggiunte due menzioni speciali nel campo del giornalismo.

## Giornalismo
- Pubblico servizio:

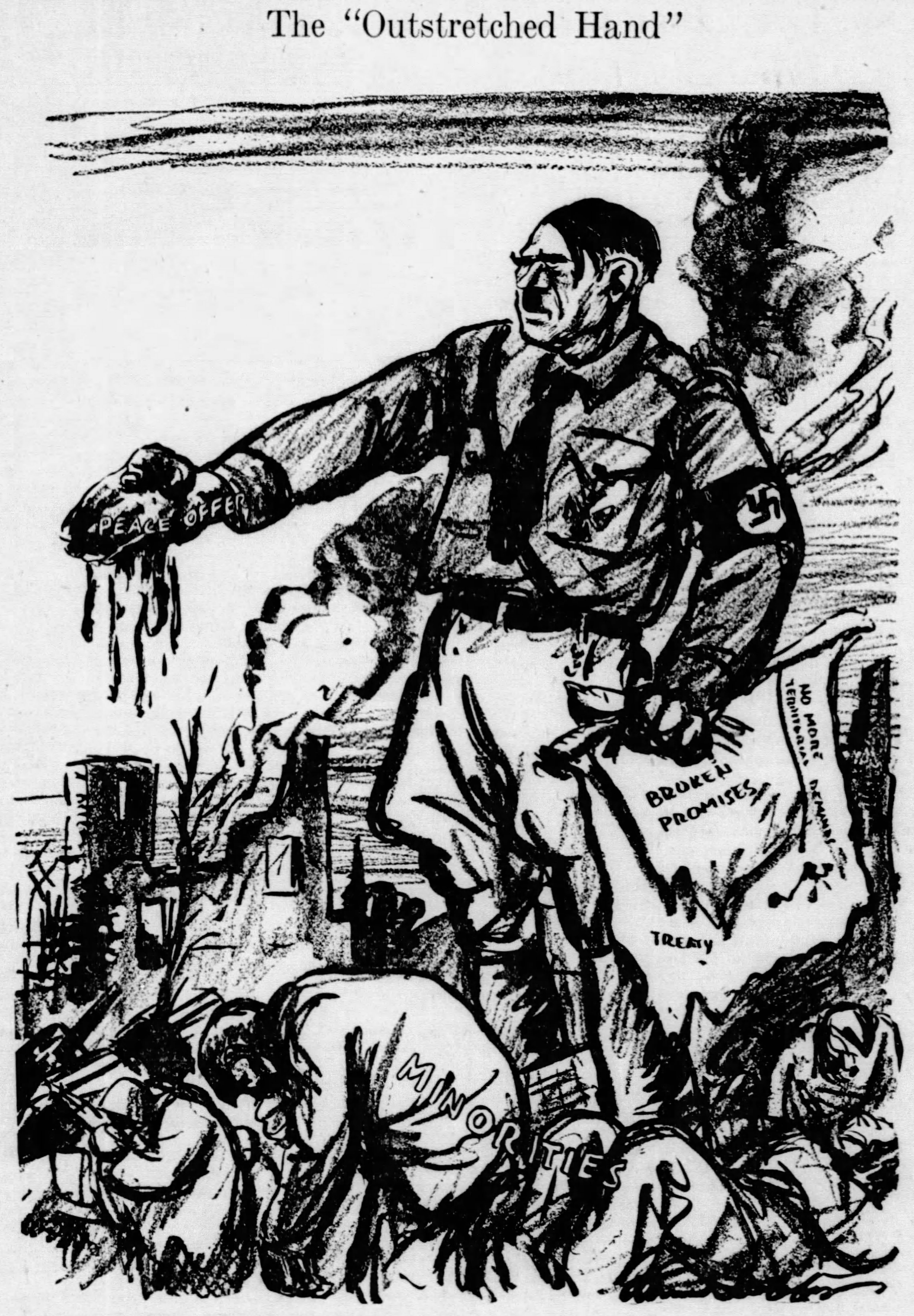
The "Outstretched Hand", vincitrice del premio per la miglior vignetta editoriale

  - Waterbury Republican-American per la sua campagna volta a denunciare la corruzione a livello comunale.[2]
- Giornalismo:
  - S. Burton Heath, del New York World-Telegram, per la sua denuncia delle frodi perpetrate dal giudice federale Martin T. Manton, che si dimise e fu processato e imprigionato.
- Corrispondenza:
  - Otto D. Tolischus, del New York Times, per i suoi dispacci da Berlino.
- Editoriale:
  - Bart Howard, del St. Louis Post-Dispatch, per i suoi eccellenti editoriali scritti nel corso dell'anno 1939.
- Vignetta editoriale:
  - Edmund Duffy, del The Baltimore Sun, per la vignetta The "Outstretched Hand".

- Menzione speciale:
  - San Francisco Chronicle, per "il suo ruolo nella risoluzione dello sciopero del lungomare e dei magazzini a San Francisco, durato dal 22 giugno al 1º dicembre 1939"
  - Lloyd Lehrbas , dell'Associated Press, per i suoi dispacci da Varsavia, Bucarest e Ankara.

## Letteratura e drammaturgia
- Romanzo:
  - The Grapes of Wrath, di John Steinbeck (Viking).
- Drammaturgia:
  - The Time of Your Life, di William Saroyan (Harcourt).
- Storia:
  - Abraham Lincoln: The War Years, di Carl Sandburg (Harcourt).
- Biografie o Autobiografie:
  - Woodrow Wilson, Life and Letters. Vols. VII and VIII, di Ray Stannard Baker (Doubleday).
- Poesia:
  - Collected Poems, di Mark Van Doren (Holt).